# Bodas (Watukumpul)
Bodas is een plaats en bestuurslaag (kelurahan) in het onderdistrict (kecamatan) Watukumpul van het regentschap Pemalang van de provincie Midden-Java, Indonesië. Bodas telt 3.253 inwoners (volkstelling 2010).